# Emanuel zu Salm-Salm

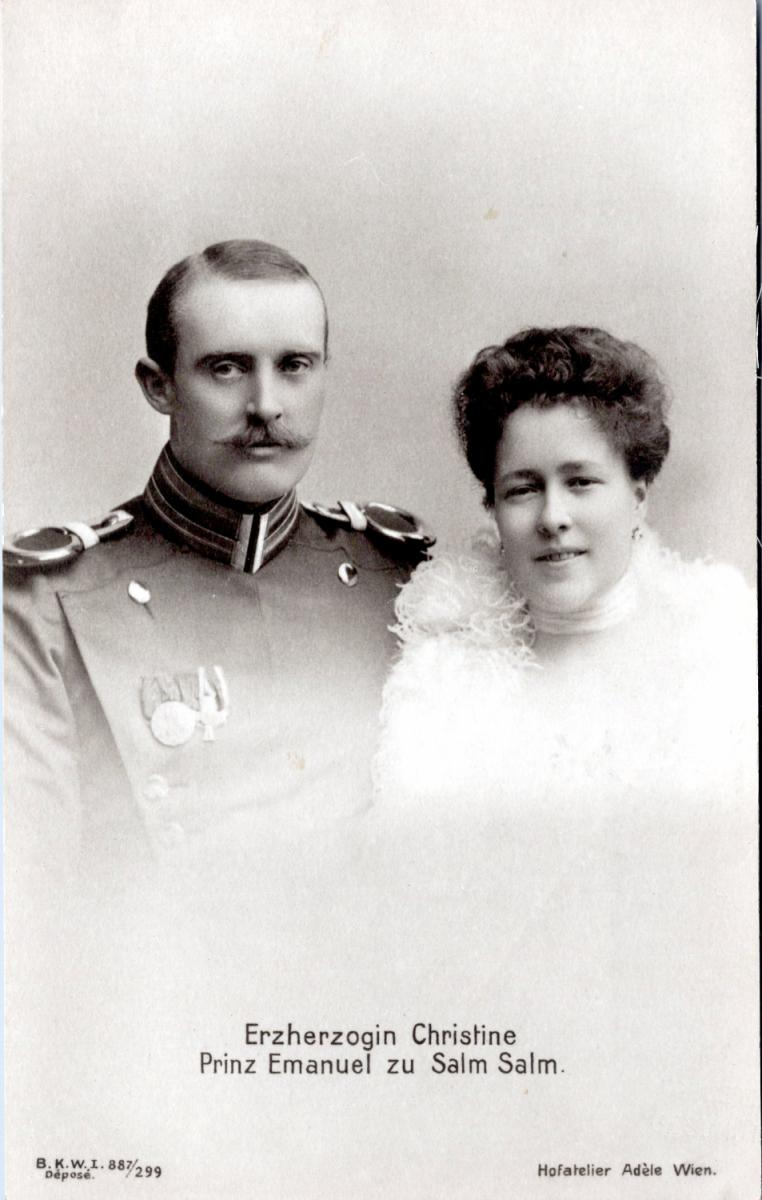
Emanuel zu Salm-Salm mit seiner Frau Maria Christina im Mai 1902

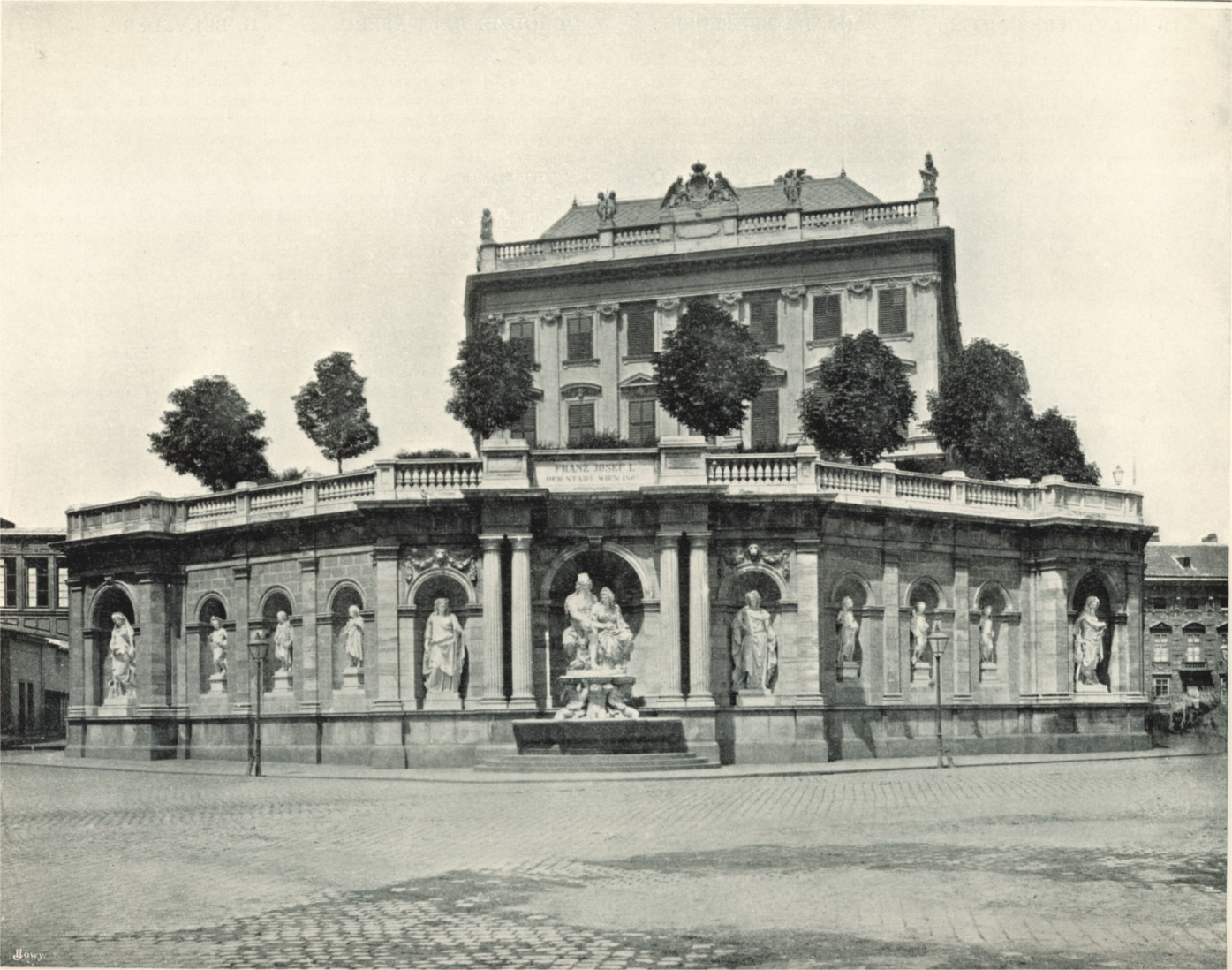
Palais seines Schwiegervaters Friedrich von Österreich-Teschen in Wien

Emanuel Alfred Leopold Franz zu Salm-Salm (* 30. November 1871 in Münster; † 19. August 1916 in Pinsk, heute Belarus) war der älteste Sohn von Alfred zu Salm-Salm, dem 7. Fürst zu Salm-Salm, und Rosa Gräfin von Lützow. Er starb während des Ersten Weltkriegs in Pinsk, inmitten der Pripjetsümpfe, nahe der Grenze zur Ukraine.

## Familie
Als 30-Jähriger heiratete er am 10. Mai 1902 in Wien Maria Christina von Österreich-Teschen, Erzherzogin von Österreich (* 17. November 1879 in Krakau; † 6. August 1962 auf Schloss  Anholt), die älteste Tochter des Friedrich von Österreich-Teschen und der Isabella von Croÿ. Emanuel und Maria Christina hatten fünf Kinder:
- Isabelle Prinzessin zu Salm-Salm (1903–2009) ⚭ 1925 Felix von Loë (1896–1944)
- Rosemary zu Salm-Salm (1904–2001) ⚭ 1926 Hubert Salvator Habsburg-Lothringen (1894–1971)
- Nikolaus Prinz zu Salm-Salm (1906–1988), Erbprinz, dann Oberhaupt der Familie Salm-Salm
- Cäcilie Prinzessin zu Salm-Salm (1911–1991) ⚭ 27. Mai 1930 Franz Josef zu Salm-Reifferscheidt-Krautheim und Dyck
- Franz Prinz zu Salm-Salm (1912–1917)

## Tod
Vor Beginn des Ersten Weltkrieges war Emanual Erbprinz zu Salm-Salm ein sogenannter „charakterisierter“ Rittmeister, der wie „à la suite der Armee“ die Erlaubnis hatte, die Uniform des Regiments der Gardes du Corps Potsdam zu tragen, obwohl er kein aktiver Offizier war. Während des Ersten Weltkriegs diente er dann unter anderem unter Felix von Bothmer im Korps Bothmer in der Südarmee. Während der für Russland erfolgreichen Brussilow-Offensive (Juni–August 1916) des russischen Generals Brussilow, die den bei Verdun und an der Somme schwer ringenden westlichen Verbündeten eine dringend benötigte Entlastung verschaffte, war Emanuel unter anderem mit der Südarmee daran beteiligt, dass die damaligen Stellungen gehalten werden konnten. Am Morgen des 18. August 1916 erlitt der Erbprinz Salm als Führer und vorläufiger Befehlshaber der 2. Schwadron des Regiments (eine Schwadron oder auch Eskadron bestand damals aus ca. 150 Pferden und fünf Offizieren) eine tödliche Schrapnellwunde am Kopf. Er starb während der Nacht im Feldlazarett 119 in Pinsk, ohne das Bewusstsein wiedererlangt zu haben.

## Grablege
Seine Ehefrau und Witwe blieb auf Schloss Anholt wohnen. Nach ihrem Tode wurde sie in der fürstlichen Gruftkapelle nahe Schloss Anholt in Westfalen beigesetzt.